# Lep Mamb
Lep Mamb est un village de la région du Centre du Cameroun, situé dans la commune de Makak. 

## Population et développement
La population de Lep Mamb était de 103 habitants dont 50 hommes et 53 femmes, lors du recensement de 2005.     